# Rožič Vrh
Rožič Vrh este o localitate din comuna Črnomelj, Slovenia, cu o populație de 38 de locuitori.